# 정소민
정소민(본명: 김윤지, 1989년 3월 16일~)은 대한민국의 배우이다.

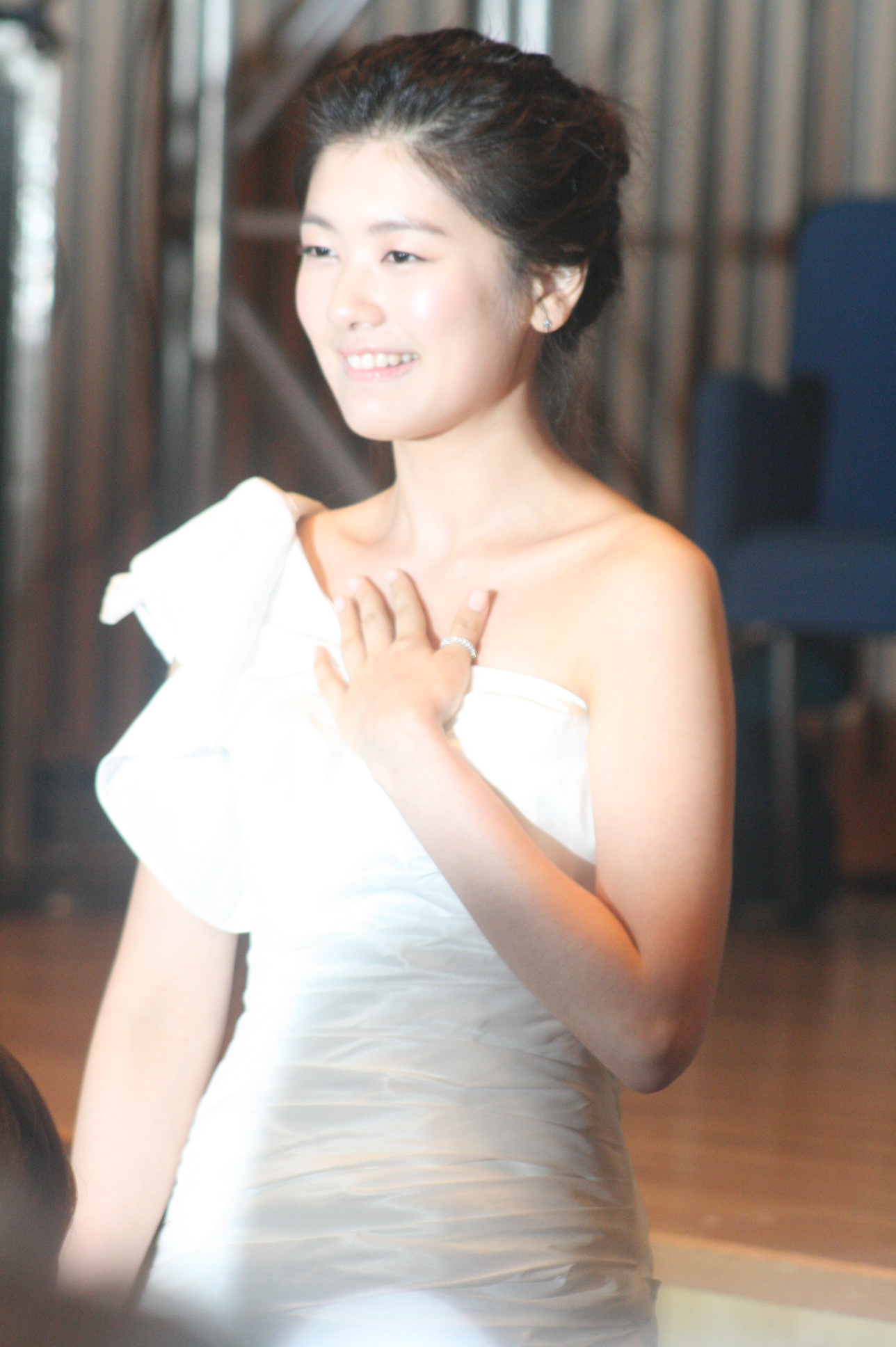
SBS 드라마 '나쁜남자' 기자간담회에 참석한 정소민 (2010년)

정소민은 2010년 SBS 드라마 《나쁜 남자》 에서 홍모네 역으로 데뷔 했다. 그녀는 같은 해 드라마 《장난스런 키스》에서 주연 '오하니' 역을 맡았었다. 국내에선 낮은 시청률을 기록했지만, 해외에선 로맨틱 코미디가 인기를 끌었다. 이후 그녀는 2011년 한국예술종합학교에서 공부에 전념하기 위해 잠시 휴식을 취했다. 2012년 MBC 시트콤 《스탠바이》로 복귀했다. 2014년 정소민은 KBS 드라마 《빅맨》에서 주연 '강진아' 역을 맡았었다. 다음 해 2015년에는 JTBC 드라마 《디데이》에서 정똘미 역으로 출연했다. 2016년 12월, 이광수와 출연한 시트콤 《마음의 소리》에서 여자 주인공으로 출연했다. 이 드라마로 중국에서 성공을 거두었고 1억 이상의 조회수를 기록했다. 2017년 정소민은 KBS 주말 드라마 《아버지가 이상해》에서 변미영 역으로 첫 주연을 맡았었다. 같은 해, 그녀는 코미디 영화 《아빠는 딸》에 출연했다. 정소민은 2017년 6월 SM C&C를 떠나 기획사 젤리피쉬엔터테인먼트와 계약했다. 지난 8월 정소민은 tvN 드라마 《이번 생은 처음이라》에 출연했다.
그 후 2018년 일본 원작 드라마인 tvN 드라마 《하늘에서 내리는 일억 개의 별》에 주연을 맡았다. 그녀는 2019년 8월 젤리피쉬엔터테인먼트를 떠나 블러썸엔터테인먼트와 계약했다.

## 학력
- 서울양재초등학교 졸업
- 은광여자중학교 졸업
- 늘푸른고등학교 졸업
- 한국예술종합학교 연극원 연기과 예술사

## 작품 목록

### 연극
- 2023년 《셰익스피어 인 러브》 ... 비올라 드 레셉스 역(2023. 1. 28.~2023. 3. 26. 서울 예술의전당 CJ 토월극장)

### 드라마
- 2010년 SBS 드라마 스페셜 《나쁜 남자》 ... 홍모네 역
- 2010년 MBC 수목 미니시리즈 《장난스런 키스》 ... 오하니 역
- 2012년 ~ 2013년 JTBC 월화 미니시리즈 《우리가 결혼할 수 있을까》 ... 정혜윤 역
- 2013년 KBS2 단막극 《KBS 드라마 스페셜 - 나에게로 와서 별이 되었다》 ... 하진 역
- 2014년 KBS2 월화 미니시리즈 《빅맨》 ... 강진아 역
- 2015년 JTBC 금토 미니시리즈 《디 데이》 ... 정똘이 역
- 2016년 KBS2 단막극 《KBS 드라마 스페셜 - 빨간 선생님》 ... 장순덕 역
- 2017년 KBS2 주말연속극 《아버지가 이상해》 ... 변미영 / 이미영 역
- 2017년 tvN 월화 미니시리즈 《이번 생은 처음이라》 ... 윤지호 역
- 2018년 tvN 수목 미니시리즈 《김비서가 왜 그럴까》 ... 젊은시절 김미소의 엄마 역 (특별출연)
- 2018년 tvN 수목 미니시리즈 《하늘에서 내리는 일억 개의 별》 ... 유진강 역
- 2019년 tvN 월화 미니시리즈 《어비스》 ... 외계인 역 (특별출연)
- 2019년 JTBC 금토 미니시리즈 《멜로가 체질》 ... 선주 역
- 2020년 KBS2 수목 미니시리즈 《영혼수선공》 ... 한우주 역
- 2021년 JTBC 수목 미니시리즈 《월간 집》 ... 나영원 역
- 2021년 tvN 수목 미니시리즈 《간 떨어지는 동거》 ... 신우여와 얽인 과거 연인 역 (특별출연)
- 2022년 tvN 주말 미니시리즈 《환혼》 ... 무덕이 / 진부연 역
- 2024년 tvN 주말 미니시리즈 《엄마친구아들》 ... 배석류 역
- 2025년 SBS 금토 미니시리즈 《우주 메리 미》 ... 유메리 역

### 시트콤
- 2012년 MBC 저녁 일일시트콤 《스탠바이》 ... 정소민 역
- 2016년 KBS2 5부작 시트콤 《마음의 소리》 ... 최애봉 역

### 영화
- 2009년 영화 《최악의 친구들》 ... 망 역
- 2011년 영화 《개구리》 ... 이제이 역
- 2015년 영화 《스물》 ... 이소민 역
- 2015년 영화 《앨리스: 원더랜드에서 온 소년》 ... 혜중 역
- 2017년 영화 《아빠는 딸》 ... 원도연 역
- 2018년 영화 《골든 슬럼버》 ... 유미 역(우정출연)
- 2019년 영화 《기방도령》 ... 해원 역
- 2022년 영화 《늑대사냥》 ... 이다연 역
- 2023년 영화 《30일》 ... 홍나라 역

## 연기 외 활동

### 텔레비전 프로그램
| 연도 | 방송사          | 제목                  | 역할      | 날짜                | 비고                                                                   |
| ---- | --------------- | --------------------- | --------- | ------------------- | ---------------------------------------------------------------------- |
| 2007 | KBS1            | 도전 골든벨           | 참가자    | 3월 25일            | 데뷔 전(늘푸른고등학교 편)                                             |
| 2011 | Olive           | it City 일본에서 놀자 | 출연자    | 2월 19일 ~ 2월 26일 |                                                                        |
| 2012 | SBS             | 강심장                | 게스트    | 4월 17일            | 126회, 66대 토크 국가대표 선발전 2탄                                   |
| 2015 | SBS             | 런닝맨                | 게스트    | 3월 8일             | 237회, '최고의 사랑' 편                                                |
| 2015 | MBC             | 무한도전              | 특별 출연 | 11월 28일           | 457회, 자선 경매쇼 ‘무도 드림’특집 2부 편                              |
| 2016 | tvN             | 수요미식회            | 게스트    | 10월 12일           | 87회, 샌드위치 편                                                      |
| 2017 | JTBC            | 아는 형님             | 게스트    | 2월 4일             | 61회, '형님학교 - 조우종 & 정소민' 편                                  |
| 2017 | tvN             | 내 귀에 캔디 2        | 게스트    | 2월 25일, 3월 4일   | 1~2회                                                                  |
| 2017 | KBS2            | 해피투게더 시즌3      | 게스트    | 4월 6일             | 493회, '신구와 아이들' 특집                                            |
| 2017 | JTBC            | 비정상회담            | 게스트    | 4월 10일            | 144회, '딸의 말을, 아빠의 말을 이해하기 어려운 우리, 비정상인가요?' 편 |
| 2017 | tvN             | 인생술집              | 게스트    | 10월 3일            | 39회, '이미도 & 정소민' 편                                             |
| 2019 | SBS             | 리틀 포레스트         | 고정 출연 | 8월 12일 ~ 10월 7일 |                                                                        |
| 2019 | JTBC            | 한끼줍쇼              | 게스트    | 6월 26일            | 132회 게스트, "예지원"과 공동출연                                      |
| 2021 | JTBC            | 아는 형님             | 게스트    | 6월 12일            | 284회,'형님학교 - 채정안 & 김지석 & 정소민'편                          |
| 2021 | SBS             | 미운우리새끼          | 스페셜MC  | 6월 20일            |                                                                        |
| 2022 | tvN             | 놀라운 토요일         | 게스트    | 6월 11일            | 216회, '정소민, 황민현, 이재욱'편                                      |
| 2023 | SBS             | 런닝맨                | 게스트    | 9월 24일            | 673회                                                                  |
| 2023 | tvN             | 놀라운 토요일         | 게스트    | 9월 30일            | 283회, '정소민, 송해나, 엄지윤'편                                      |
| 2023 | M.Net & Youtube | 동네스타 K-3          | 게스트    | 9월 30일            | With 강하늘                                                            |

### 라디오 프로그램
| 연도 | 방송사     | 제목                   | 역할        | 날짜                               | 비고            |
| ---- | ---------- | ---------------------- | ----------- | ---------------------------------- | --------------- |
| 2012 | MBC FM4U   | 푸른 밤 정엽입니다     | 게스트      | 4월 11일                           | '여배우들' 코너 |
| 2016 | KBS 쿨FM   | 조윤희의 볼륨을 높여요 | 게스트      | 12월 9일                           |                 |
| 2018 | KBS 쿨FM   | 이수지의 가요광장      | 게스트      | 6월 26일                           | 보이는 라디오   |
| 2018 | SBS 파워FM | 정소민의 영스트리트    | DJ          | 2018년 12월 3일 ~ 2019년 12월 15일 | 고정 출연       |
| 2018 | SBS 파워FM | 두시탈출 컬투쇼        | 스페셜DJ    | 12월 24일                          | 보이는 라디오   |
| 2019 | SBS 파워FM | 배성재의 텐            | 게스트      | 12월 24일                          | 보이는 라디오   |
| 2020 | KBS 쿨FM   | 정은지의 가요광장      | 게스트      | 5월 6일                            | 보이는 라디오   |
| 2020 | SBS 파워FM | 김영철의 파워FM        | 특별 게스트 | 7월 10일                           | 보이는 라디오   |
| 2021 | SBS 파워FM | 박소현의 러브게임      | 게스트      | 4월 30일                           | 보이는 라디오   |

### 뮤직 비디오
| 연도 | 가수     | 노래               | 비고 |
| ---- | -------- | ------------------ | ---- |
| 2008 | 노블레스 | 후회는 없어        |      |
| 2008 | 올드피쉬 | 그렇게 잘못했던 날 |      |
| 2010 | 서인국   | TAKE               |      |

### 광고
| 연도 | 기업명                    | 제품명                                     | 종류                  | 공동 출연      |
| ---- | ------------------------- | ------------------------------------------ | --------------------- | -------------- |
| 2009 | SK텔레콤                  | T - T끼리 온가족 할인                      | 통신사                |                |
| 2009 | 동화약품                  | 까스활명수-큐                              | 액제소화제            |                |
| 2010 | (주)브레댄코              | 브레댄코                                   | 베이커리 전문점       | 윤승아, 백진희 |
| 2010 | (주)세정                  | NII                                        | 의류                  |                |
| 2010 | (주)LF                    | 헤지스 액세서리(Hazzys ACC.)               | 가방, 액세서리 브랜드 |                |
| 2010 | 신한금융그룹              | 신한카드                                   | 신용카드              |                |
| 2011 | 한국피앤지                | SK-II 피테라 에센스 : 지금부터 시작이다 편 | 화장품                | 김수현         |
| 2017 | (주)종국이두마리치킨      | 종국이두마리치킨                           | 치킨 프랜차이즈 업체  |                |
| 2017 | (주)네오팜                | 리얼베리어                                 | 화장품                |                |
| 2017 | 롯데칠성                  | 2% 아쿠아                                  | 이온음료              |                |
| 2018 | 와이드모바일 포켓와이파이 | 와이파이도시락                             | 와이파이서비스        |                |
| 2018 | 라피스인터내셔널          | 라피스센시블레(LAPIZ SENSIBLE)             | 아이웨어 브랜드       |                |
| 2018 | (주)엠에스씨              | 먹슬림                                     | 다이어트 건강기능식품 |                |
| 2019 | (주)네오팜                | 리얼베리어                                 | 화장품                |                |
| 2021 | 메이크프렘                | 클린뷰티 라이프                            | 화장품                |                |

## 수상 및 후보
| 연도 | 시상식                      | 부문                           | 작품                            | 결과 |
| ---- | --------------------------- | ------------------------------ | ------------------------------- | ---- |
| 2010 | 제18회 대한민국문화연예대상 | 탤런트부문 여자 신인연기상     | 나쁜 남자                       | 수상 |
| 2010 | SBS 연기대상                | 드라마스페셜 부문 여자 조연상  | 나쁜 남자                       | 후보 |
| 2010 | 제2회 코리아 주얼리 어워드  | 토파즈상                       | 빈칸                            | 수상 |
| 2010 | MBC 연기대상                | 여자 신인연기상                | 장난스런 키스                   | 후보 |
| 2011 | 제6회 아시아모델상시상식    | 뉴스타상                       | 빈칸                            | 수상 |
| 2012 | MBC 방송연예대상            | 코미디시트콤부문 여자 신인상   | 스탠바이                        | 수상 |
| 2016 | KBS 연예대상                | 베스트 커플상 (with 이광수)    | 마음의 소리                     | 수상 |
| 2016 | KBS 연기대상                | 여자 연작 단막극상             | KBS 드라마 스페셜 - 빨간 선생님 | 후보 |
| 2017 | 제1회 더 서울어워즈         | 드라마부문 여우조연상          | 아버지가 이상해                 | 후보 |
| 2017 | KBS 연기대상                | 장편드라마부문 여자 우수연기상 | 아버지가 이상해                 | 후보 |
| 2017 | KBS 연기대상                | 여자 네티즌상                  | 아버지가 이상해                 | 후보 |
| 2017 | KBS 연기대상                | 베스트 커플상 (with 이준)      | 아버지가 이상해                 | 후보 |
| 2018 | 제13회 숨피 어워즈          | 올해의 배우상 여자부문         | 이번 생은 처음이라              | 후보 |
| 2019 | 제14회 숨피 어워즈          | 올해의 배우상 여자부문         | 하늘에서 내리는 일억 개의 별    | 후보 |
| 2020 | KBS 연기대상                | 미니시리즈부문 여자 우수연기상 | 영혼수선공                      | 후보 |
| 2020 | KBS 연기대상                | 여자 네티즌상                  | 영혼수선공                      | 후보 |
| 2020 | KBS 연기대상                | 베스트 커플상 (with 신하균)    | 영혼수선공                      | 후보 |
| 2024 | 제44회 황금촬영상           | 여우주연상                     | 30일                            | 수상 |

## 가족
- 남동생 김형준 (1992년생)
- 조카 김유안 (2019년생)